# Susan Cachel
Susan Cachel es una estadounidense, antropólogapaleontóloga e investigadora especializada en la evolución de primates, incluyendo los humanos. En 2009 fue nombrada Fellow of the American Association for the Advancement of Science en honor a su trabajo. Es la autora de Primate and Human Evolution, publicado en el año 2006 por la Cambridge University Pressniversidad de Cambridge Press.